# Patrimoni dell'umanità del Malawi
I patrimoni dell'umanità del Malawi sono i siti dichiarati dall'UNESCO come patrimonio dell'umanità in Malawi, che è divenuto parte contraente della Convenzione sul patrimonio dell'umanità il 5 gennaio 1982.
Al 2025 i siti iscritti nella Lista dei patrimoni dell'umanità sono tre, mentre cinque sono le candidature per nuove iscrizioni. Il primo sito, il Parco nazionale del Lago Malawi, è stato iscritto nella lista nel 1984, durante l'ottava sessione del comitato del patrimonio mondiale. Nel 2006, nella trentesima sessione, l'area dell'arte rupestre di Chongoni è divenuta il secondo sito malawiano riconosciuto dall'UNESCO. La quarantasettesima sessione del comitato ha aggiunto il paesaggio culturale del monte Mulanje come terzo sito nel 2025. Due siti sono considerati culturali, secondo i criteri di selezione, uno naturale.

## Siti del Patrimonio mondiale
| Foto | Sito                                  | Luogo                                      | Tipo                       | Anno | Descrizione |
| ---- | ------------------------------------- | ------------------------------------------ | -------------------------- | ---- | --- |
|      | Parco nazionale del Lago Malawi       | Distretto di Mangochi, Distretto di Salima | Naturale (289; vii, ix, x) | 1984 | Situato all'estremità meridionale della grande distesa del lago Malawi, con le sue acque profonde e limpide e lo sfondo montuoso, il parco nazionale ospita molte centinaia di specie ittiche, quasi tutte endemiche. La sua importanza per lo studio dell'evoluzione è paragonabile a quella dei fringuelli delle Isole Galapagos. |
|      | Area dell'arte rupestre di Chongoni   | Distretto di Dedza                         | Culturale (476; iii, vi)   | 2006 | Situati all'interno di un gruppo di colline granitiche boscose e che coprono un'area di 126,4 km², in alto sull'altopiano del Malawi centrale, i 127 siti di quest'area presentano la più ricca concentrazione di arte rupestre dell'Africa centrale. Riflettono la tradizione relativamente scarsa dell'arte rupestre degli agricoltori, così come i dipinti dei cacciatori-raccoglitori BaTwa che abitavano l'area dalla tarda età della pietra. Gli agricoltori Chewa, i cui antenati vivevano lì dalla tarda età del ferro, praticarono la pittura rupestre fino al XX secolo inoltrato. I simboli nell'arte rupestre, che sono fortemente associati alle donne, hanno ancora rilevanza culturale tra i Chewa, e i siti sono attivamente associati a cerimonie e rituali. |
|      | Paesaggio culturale del monte Mulanje | Distretto di Mulanje                       | Culturale (1201; iii, vi)  | 2025 | Questo sito comprende la catena montuosa situata nel Malawi meridionale, con l'imponente monte Mulanje, uno degli inselberg più grandi del mondo, e il suo ambiente circostante. Venerato come luogo sacro abitato da dei, spiriti e antenati, possiede un profondo significato culturale e spirituale. Le caratteristiche geologiche e idrologiche della montagna sono legate ai sistemi di credenze e alle pratiche culturali dei popoli Yao, Mang'anja e Lomwe. Queste comunità hanno preservato la sacralità della montagna attraverso rituali e tradizioni, rendendo il sito un paesaggio culturale sacro che riflette l'armonia spirituale ed ecologica tra persone e natura.                                                                                           |

## Siti candidati
| Foto | Sito                                                         | Luogo                                                            | Tipo                              | Anno       | Descrizione |
| ---- | ------------------------------------------------------------ | ---------------------------------------------------------------- | --------------------------------- | ---------- | --- |
|      | Parco nazionale di Nyika                                     | Distretto di Chitipa, Distretto di Karonga, Distretto di Rumphi  | Misto (1420)                      | 17/05/2000 | Nyika è uno degli importanti centri afro-montani di biodiversità vegetale. La flora trovata a Nyika è di importanza fitogeografica grazie alle persistenti nebbie che permettono la vita di particolari specie adattate all'umidità persistente. Sebbene Nyika si trovi nella regione della foresta tropicale secca o decidua, il parco ha le caratteristiche della prateria tropicale e della savana. Il parco è unico nella regione in termini di diversità biologica, paesaggio e clima. |
|      | Khulubvi e i santuari della pioggia sacra di Mbona associati | Distretto di Chikwawa, Distretto di Nsanje, Distretto di Thyolo  | Culturale (5602; iii, v)          | 01/02/2011 | Il santuario sacro di Khulubvi si trova nella bassa valle del Shire ed è un importante luogo spirituale tra la gente della tribù Mang'anja. È un luogo dove i Mang'anja adorano lo spirito di Mbona. Da questo sito sono germogliati altri luoghi sacri dove le persone si riuniscono per adorare lo spirito di Mbona. |
|      | Vie degli schiavi del Malawi e sentiero di David Livingstone | Karonga, Mangochi, Nkhotakota, Phalombe                          | Culturale (5603; iii, iv)         | 01/02/2011 | Le principali rotte degli schiavi nell'interno dell'Africa centrale, avevano come stazioni principali Nkhotakota, Karonga, Mangochi e Phalombe, dove gli arabi swahili e i loro alleati Yao costruirono i loro quartier generali e le loro palizzate e organizzarono anche spedizioni per catturare schiavi fino allo Zambia e al Congo. Queste rotte degli schiavi contengono i resti meglio conservati della tratta degli schiavi nell'intera regione. A Nkhotakota, c'è un fico dove David Livingstone, il Jumbe e i capi Chewa hanno stipulato un trattato per porre fine alla tratta degli schiavi e all'ostilità tra di loro. Parte della moschea che il Jumbe costruì per introdurre l'Islam è ancora in piedi oggi. Lo spettacolare Forte di Mangochi costruito dagli inglesi è ancora in piedi oggi. |
|      | Zona umida del lago Chilwa                                   | Distretto di Machinga, Distretto di Phalombe, Distretto di Zomba | Naturale (5604; ix, x)            | 01/02/2011 | Il lago Chilwa è considerato importante per la grande superficie d'acqua che si trova nella sua pianura alluvionale che supporta una popolazione di uccelli acquatici stimati in 354 000 per un gruppo selezionato di specie importanti. Il lago e le zone umide associate ospitano circa 164 specie di uccelli, 43 delle quali sono stagionali e dipendono dai cambiamenti a lungo termine del livello del lago che hanno un impatto importante sull'inondazione delle pianure e di conseguenza sulle popolazioni di uccelli acquatici. I sei habitat delle zone umide variano infatti a seconda del livello del lago che oscilla stagionalmente. |
|      | Riserva faunistica di Vwaza Marsh                            | Distretto di Rumphi                                              | Misto (5605; iii, v, viii, ix, x) | 01/02/2011 | Le caratteristiche naturali di Vwaza Marsh consistono in formazioni fisiche e biologiche o gruppi di tali formazioni, che sono di eccezionale valore dal punto di vista estetico e scientifico. Le formazioni geologiche e fisiografiche costituiscono l'habitat di specie animali e vegetali minacciate di eccezionale valore e la riserva è conosciuta a livello internazionale come habitat di uccelli acquatici. La riserva è fortemente associata alle culture tradizionali in cui le persone erano solite offrire sacrifici agli spiriti e compiere rituali di sepoltura, ed è ben nota per la fusione dell'età del ferro a Phopo Hill. |